# George Huntoon
George Willard Huntoon (* 27. März 1913 in Orange, Kalifornien; † 30. März 1997 in Santa Ana, Kalifornien) war ein US-amerikanischer Autorennfahrer.

## Karriere als Rennfahrer
George Huntoon fuhr in den späten 1940er- und in den 1950er-Jahren Sportwagenrennen. Seinen ersten Sieg feierte er auf einem Alfa Romeo 8C beim 100-Meilen-Rennen von Bridgehampton 1949. Weitere Siege feierte er bei einem Rennen in Palm Beach und einem SCCA-Meisterschaftslauf auf der Turner Air Force Base in Albany 1952.
Sein größter internationaler Erfolg war der dritte Gesamtrang mit Lance Macklin im Austin-Healey 100 beim 12-Stunden-Rennen von Sebring 1954. 1952 kam er mit Briggs Cunningham nach Le Mans und fuhr dort einen Cunningham C2-R. Das Rennen endete nach einem Unfall vorzeitig.

## Statistik

### Le-Mans-Ergebnisse
| Jahr | Team              | Fahrzeug        | Teamkollege       | Platzierung | Ausfallgrund |
| ---- | ----------------- | --------------- | ----------------- | ----------- | ------------ |
| 1951 | Briggs Cunningham | Cunningham C2-R | Briggs Cunningham | Ausfall     | Unfall       |

### Sebring-Ergebnisse
| Jahr | Team                    | Fahrzeug           | Teamkollege   | Teamkollege            | Platzierung | Ausfallgrund |
| ---- | ----------------------- | ------------------ | ------------- | ---------------------- | ----------- | ------------ |
| 1952 | Briggs Cunningham       | Siata 300BC        | Phil Stiles   | Ausfall                | Defekt      |              |
| 1953 | Jack Shepperd           | Jaguar C-Type      | Phil Stiles   | Rang 26                |             |              |
| 1954 | Donald Healey Motor Co. | Austin-Healey 100  | Lance Macklin | Rang 3 und Klassensieg |             |              |
| 1955 | B. S. Cunningham        | Osca MT4 1450      | Bill Lloyd    | Rang 7 und Klassensieg |             |              |
| 1956 | Ship & Share Motors     | Austin Healey 100S | Phil Stiles   | Rang 11                |             |              |

### Einzelergebnisse in der Sportwagen-Weltmeisterschaft
| Saison | Team                        | Rennwagen          | 1   | 2   | 3   | 4   | 5   | 6   | 7   |
| ------ | --------------------------- | ------------------ | --- | --- | --- | --- | --- | --- | --- |
| 1953   | Jack Shepperd               | Jaguar C-Type      | SEB | MIM | LEM | SPA | NÜR | RTT | CAP |
| 1953   | Jack Shepperd               | Jaguar C-Type      | 26  |     |     |     |     |     |     |
| 1954   | Donald Healey Motor Company | Austin-Healey 100  | BUA | SEB | MIM | LEM | RTT | CAP |     |
| 1954   | Donald Healey Motor Company | Austin-Healey 100  | 3   |     |     |     |     |     |     |
| 1955   | Briggs Cunningham           | Osca MT4           | BUA | SEB | MIM | LEM | RTT | TAR |     |
| 1955   | Briggs Cunningham           | Osca MT4           | 7   |     |     |     |     |     |     |
| 1956   | Ship & Share Motors         | Austin-Healey 100S | BUA | SEB | MIM | NÜR | KRI |     |     |
| 1956   | Ship & Share Motors         | Austin-Healey 100S | 11  |     |     |     |     |     |     |